# 旋轉不變性
在數學裏，給予一個定義於內積空間的函數，假若對於任意旋轉，函數的參數值可能會改變，但是函數的數值仍舊保持不變，則稱此性質為旋轉不變性（rotational invariance），或旋轉對稱性（rotational symmetry），因為函數對於旋轉具有對稱性。例如，假設以xyz-參考系的原點為固定點，任意旋轉xyz-參考系，而函數 {\displaystyle f(x,\,y,\,z)=x^{2}+y^{2}+z^{2}} 的數值保持不變，因此，函數 {\displaystyle f(x,\,y,\,z)} 對於任意旋轉具有不變性，或對於任意旋轉具有對稱性。
在物理學裏，假若物理系統的性質跟它在空間的取向無關，則這系統具有旋轉不變性。根據諾特定理，假若物理系統的作用量具有旋轉不變性，則角動量守恆。
根據物理學家多年來仔細研究的結果，到目前為止，所有的物理基礎定律都具有旋轉不變性。

## 球對稱位勢範例

### 哈密頓算符的旋轉不變性
假設一個量子系統的位勢為球對稱位勢 {\displaystyle V(r)} ，其哈密頓算符 {\displaystyle H} 可以表示為
{\displaystyle H=-{\frac {\hbar ^{2}}{2m}}\nabla ^{2}+V(r)} ；
其中，{\displaystyle \hbar } 是約化普朗克常數，{\displaystyle m} 是質量，{\displaystyle r} 是徑向距離。
現在，以 z-軸為旋轉軸，旋轉此系統的 x-軸與 y-軸 {\displaystyle \theta } 角弧，則新直角坐標 {\displaystyle \mathbf {r} '=(x',\,y',\,z')} 與舊直角坐標的關係式為
{\displaystyle x'=x\cos \theta -y\sin \theta } 、
{\displaystyle y'=x\sin \theta +y\cos \theta } 、
{\displaystyle z'=z} 。
偏導數為
{\displaystyle {\frac {\partial }{\partial x'}}=\cos \theta {\frac {\partial }{\partial x}}-\sin \theta {\frac {\partial }{\partial y}}} 、
{\displaystyle {\frac {\partial }{\partial y'}}=\sin \theta {\frac {\partial }{\partial x}}+\cos \theta {\frac {\partial }{\partial y}}} 、
{\displaystyle {\frac {\partial }{\partial z'}}={\frac {\partial }{\partial z}}} 。
那麼，導數項目具有旋轉不變性：
{\displaystyle \nabla '^{2}=\left({\frac {\partial }{\partial x'}}\right)^{2}+\left({\frac {\partial }{\partial y'}}\right)^{2}+\left({\frac {\partial }{\partial z'}}\right)^{2}=\left({\frac {\partial }{\partial x}}\right)^{2}+\left({\frac {\partial }{\partial y}}\right)^{2}+\left({\frac {\partial }{\partial z}}\right)^{2}=\nabla ^{2}} 。
由於徑向距離具有旋轉不變性：
{\displaystyle r'={\sqrt {x'^{2}+y'^{2}+z'^{2}}}={\sqrt {x^{2}+y^{2}+z^{2}}}=r} ，
旋轉之後，新的哈密頓算符 {\displaystyle H'} 是
{\displaystyle H'=-{\frac {\hbar ^{2}}{2m}}\nabla '^{2}+V(r')=-{\frac {\hbar ^{2}}{2m}}\nabla ^{2}+V(r)=H} 。
所以，球對稱位勢量子系統的哈密頓算符具有旋轉不變性。

### 角動量守恆
假設一個量子系統的位勢為球對稱位勢 {\displaystyle V(r)} ，則哈密頓算符具有旋轉不變性。定義旋轉算符 {\displaystyle R} 為一個對於 z-軸的無窮小旋轉 {\displaystyle \delta \theta } 。則正弦函數與餘弦函數可以分別近似為
{\displaystyle \sin \delta \theta \approx \delta \theta } 、
{\displaystyle \cos \delta \theta \approx 1} 。
新直角坐標與舊直角坐標之間的關係式為
{\displaystyle x'\approx x-y\delta \theta } 、
{\displaystyle y'\approx x\delta \theta +y} 、
{\displaystyle z'=z} 。
將 {\displaystyle R} 作用於波函數 {\displaystyle \psi (x,\,y,\,z)} ，
{\displaystyle R\psi (x,\,y,\,z)=\psi (x',\,y',\,z')\approx \psi (x,\,y,\,z)+{\frac {i}{\hbar }}\delta \theta L_{z}\psi (x,\,y,\,z)} ；
其中，{\displaystyle L_{z}} 是角動量的 z-分量，{\displaystyle L_{z}=xp_{y}-yp_{x}=-i\hbar \left(x{\frac {\partial }{\partial y}}-y{\frac {\partial }{\partial x}}\right)} 。
所以，旋轉算符 {\displaystyle R} 可以表達為
{\displaystyle R=1+{\frac {i}{\hbar }}\delta \theta L_{z}} 。
假設 {\displaystyle \psi _{E}(\mathbf {r} )} 是哈密頓算符的能級本徵態，則
{\displaystyle H\psi _{E}(\mathbf {r} )=E\psi _{E}(\mathbf {r} )} 。
由於 {\displaystyle \mathbf {r} } 只是一個虛設變數，
{\displaystyle H'\psi _{E}(\mathbf {r} ')=E\psi _{E}(\mathbf {r} ')} 。
在做一個微小旋轉之後，
{\displaystyle RH\psi _{E}(\mathbf {r} )=RE\psi _{E}(\mathbf {r} )=ER\psi _{E}(\mathbf {r} )=E\psi _{E}(\mathbf {r} ')} 、
{\displaystyle HR\psi _{E}(\mathbf {r} )=H\psi _{E}(\mathbf {r} ')=H'\psi _{E}(\mathbf {r} ')=E\psi _{E}(\mathbf {r} ')} 。
所以，{\displaystyle (RH-HR)\psi _{E}(\mathbf {r} )=0} 。哈密頓算符的能級本徵態 {\displaystyle \psi _{E}(\mathbf {r} )} 形成一組完備集 (complete set)，旋轉算符和哈密頓算符的對易關係是
{\displaystyle [R,\,H]=0} 。
因此，
{\displaystyle [L_{z},\,H]=0} 。
根據埃倫費斯特定理，{\displaystyle L_{z}} 的期望值對於時間的導數是
{\displaystyle {\frac {d}{dt}}\langle L_{z}\rangle ={\frac {1}{i\hbar }}\langle [L_{z},\,H]\rangle +\left\langle {\frac {\partial L_{z}}{\partial t}}\right\rangle } 。
所以，
{\displaystyle {\frac {d}{dt}}\langle L_{z}\rangle =\left\langle {\frac {\partial L_{z}}{\partial t}}\right\rangle } 。
由於 {\displaystyle L_{z}} 顯性地不含時間，
{\displaystyle {\frac {d}{dt}}\langle L_{z}\rangle =0} 。
總結，{\displaystyle \langle L_{z}\rangle } 不含時間，{\displaystyle L_{z}} 是個運動常數。角動量的 z-分量守恆。類似地，可以導出其它分量也擁有同樣的性質。所以，整個角動量守恆。

## 參閱
- 各向同性
- 軸對稱
- 明顯對稱性破缺
- 馬克士威定理 (Maxwell's theorem)